# Comté de Pulaski (Arkansas)
Pour les articles homonymes, voir Comté de Pulaski.
Le comté de Pulaski (en anglais : Pulaski County) est un comté des États-Unis, situé dans l'État de l'Arkansas. Son siège est Little Rock, qui est aussi la capitale de l'État.

## Histoire
Il a été fondé le 15 décembre 1818 et nommé d'après le nom de Casimir Pulaski, un soldat et politicien d'origine polonaise qui mourut pendant la Guerre d'indépendance des États-Unis.

## Géographie
La superficie du comté est de 2 092 km² et sa densité en 2010 était de 192 habitants au km².

## Démographie
Au recensement de 2010, il comptait 382 748 habitants. C'est le comté le plus peuplé de l'État de l'Arkansas.  
| 1830  | 1840  | 1850  | 1860   | 1870   | 1880   | 1890   | 1900   |
| ----- | ----- | ----- | ------ | ------ | ------ | ------ | ------ |
| 2 395 | 5 350 | 5 657 | 11 699 | 32 066 | 32 616 | 47 329 | 63 179 |

| 1910   | 1920    | 1930    | 1940    | 1950    | 1960    | 1970    | 1980    |
| ------ | ------- | ------- | ------- | ------- | ------- | ------- | ------- |
| 86 751 | 109 464 | 137 727 | 156 085 | 196 685 | 242 980 | 287 189 | 340 613 |

| 1990    | 2000    | 2010    | - | - | - | - | - |
| ------- | ------- | ------- | - | - | - | - | - |
| 349 660 | 361 474 | 382 748 | - | - | - | - | - |